# 미적분학 연표
미적분학 / 해석학과 관련된 역사적 사건들의 연표.

## 기원전 500년 ~ 1600년
- 기원전 5세기 - 제논의 역설
- 기원전 5세기 - 안티폰이 원적 문제에 도전.
- 기원전 5세기 - 데모크리토스가 원뿔의 부피는 원기둥 부피의 1/3이라는 사실을 발견.
- 기원전 4세기 - 크니도스(Cnidus)의 에우독소스(Eudoxus)가 소진법을 엄밀하게 다룸.
- 기원전 3세기 - 아르키메데스가 포물선의 구적법에서 기하급수를 활용. 이에 더해 미분과 유사한 방법을 고안.[1]
- 기원전 3세기 - 아르키메데스가 (무한소의 선구적 개념인) 불가분의 개념을 개발, 현재는 적분으로 불리는 방법을 사용하여 여러 문제를 해결. 이에 더해 구, 원뿔, 포물면 및 쌍곡면을 포함한 다양한 입체의 면적과 부피를 구하는 공식을 도출.[2]
- 기원전 50년 이전 - 바빌로니아 설형문자 점토판에서 목성의 위치를 계산하기 위해 사다리꼴 법칙을 사용하는 것을 보임.[3]
- 3세기 - 유희가 원의 넓이를 구하려다 소진법을 재발견.
- 4세기 - 파푸스의 중심 정리
- 5세기 - 조충지가 훗날 카발리에리의 원리라고 불리는 구의 부피 계산법을 확립.
- 600 - Liu Zhuo는 태양과 달의 위치를 계산하기 위해 최초로 2차 보간법을 사용.[4]
- 665년 - 브라마굽타(Brahmagupta)가 {\displaystyle \sin(x+\epsilon )}의 2차 테일러 보간법을 발견.
- 862년 - 바누 무사(Banu Musa) 형제가 "평면 및 구형 도형 측정에 관한 책"을 집필.
- 9세기 - Thābit ibn Qurra가 포물선의 구적법과 다양한 유형의 원뿔 단면에 대해 논의.[5]
- 12세기 - 바스카라 2 세(Bhāskara II)가 {\displaystyle \sin x}에 대한 롤의 정리와 동치인 법칙을 발견.
- 14세기 - 니콜라스 오렘(Nicole Oresme)이 조화급수의 발산을 최초로 증명.
- 14세기 - 마드하바(Madhava)가 {\displaystyle \sin x}, {\displaystyle \cos x}, {\displaystyle \arctan x} 그리고 {\displaystyle \pi /4} 의 멱급수 확장을 발견함[6][7] 해당 발견은 오늘날 테일러 급수(Taylor series) 또는 무한 급수(Infinite series)로 잘 알려짐.[8]
- 14세기 - Parameshvara가 {\displaystyle \sin(x+\epsilon )}의 3차 테일러 보간법을 발견.
- 1445년 - 쿠사의 니콜라스가 원적 문제에 도전.
- 1501 - 닐라칸타 소마야지는 마드하바의 발견이 포함된 논문 Tantrasamgraha를 작성.
- 1548년 - 프란체스코 마롤리코(Francesco Maurolico)가 다양한 물체(피라미드, 포물면 등)의 질량 중심을 계산하려고 시도.
- 1550 - 제하데바(Jyeshtadeva)가 닐라칸타의 Tantrasamgraha 에 대한 논평/해설, Yuktibhāṣā 을 작성.
- 1560 - 산카라 바리야르가 바스카라의 저서 Lilavati에 대한 해설Kriyakramakari 을 작성.
- 1565 - 페데리코 코만디노(Federico Commandino)가 De centro Gravitati를 출간.
- 1588 - 페데리코 코만디노가 알렉산드리아의 파푸스의 명저, Collection의 번역판을 출간.
- 1593년 - 프랑수아 비에트(François Viète)가 수학사에서 최초로 무한곱(비에트 공식)을 발견.

## 17 세기
- 1606년 - 루카 발레리오(Luca Valerio)가 아르키메데스의 방법을 적용하여 고체의 부피와 질량 중심을 구함.
- 1609년 - 요하네스 케플러(Johannes Kepler) 적분식 {\displaystyle \int _{0}^{\theta }\sin x\ dx=1-\cos \theta } 을 계산.
- 1611 - 토마스 해리엇(Thomas Harriot)이 뉴턴의 보간 공식과 유사한 보간 공식을 발견.
- 1615 - 요하네스 케플러(Johannes Kepler)가 Nova Stereometria doliorum을 출간.
- 1620년 - 그레고아르 드 생 빈센트(Grégoire de Saint-Vincent)가 쌍곡선 아래의 면적이 로그를 나타낸다는 것을 발견.
- 1624 - 헨리 브릭스(Henry Briggs)가 Arithmetica Logarithmica를 출간.
- 1629년 - 피에르 드 페르마(Pierre de Fermat)가 도함수의 선구적 개념인 페르마의 정리 (내부 극값 정리)를 발견.
- 1634년 - Gilles de Roberval이 사이클로이드 아래의 면적이 직선 위를 구르는 원(사이클로이드 참고)의 면적의 3배임을 증명.
- 1635 - 보나멘투라 카발리에리가 Geometria Indivisibilibus를 출간.
- 1637 - 르네 데카르트가 소논문 La Géométrie 를 출간. 해당 논문에서 그는 곡선을 대수 방정식으로 표현하는 방법을 발견, 모든 원추 곡선을 한 종류의 2차 방정식으로 표현하는 데에 성공하였다.
- 1638년 - 갈릴레오 갈릴레이가 새로운 두 과학을 출간.
- 1644년 - 에반젤리스타 토리첼리(Evangelista Torricelli)가 오페라 기하학을 출간.
- 1644년 - 페르마의 정리 (내부 극값 정리)가 피에르 헤리고네(Pierre Hérigone)에 의해 발표됨.
- 1647년 - 카발리에리가 적분식 {\displaystyle \int _{0}^{a}x^{n}\ dx={\frac {1}{n+1}}a^{n+1}} 을 계산.
- 1647 - Grégoire de Saint-Vincent가 Opus Geometricum을 출간.
- 1650년 - 피에트로 멩골리(Pietro Mengoli)가 조화급수의 발산을 증명.
- 1654년 - 요하네스 위데(Johannes Hudde)가 {\displaystyle \ln(1+x)}의 멱급수 확장, 메르카토르 급수를 발견.
- 1656 - 존 월리스(John Wallis)가 Arithmetica Infinitorum을 출간.
- 1658년 - 크리스토퍼 렌(Christopher Wren)이 사이클로이드의 길이가 직선 위를 구르는 원(사이클로이드 참고)의 직경의 4배임을 증명.
- 1659 - Hudde 와 Heuraet에 의해 부록이 추가되어 데카르트의 <기하학>의 두 번째 라틴어 번역판이 출간. (해당 저서를 라틴어로 번역한 것은 Van Schooten)
- 1665년 - 아이작 뉴턴이 일반화된 이항 정리를 발견하고 자신의 방식으로 미적분을 고안.
- 1667년 - 제임스 그레고리(James Gregory)가 Vera circuli et hyperbolae Quadratura를 출간.
- 1668년 - 니콜라스 메르카토르(Nicholas Mercator)가 Logarithmotechnia를 출간. 그는 자연 로그라는 표현을 최초로 사용하였다.
- 1668년 - 제임스 그레고리(James Gregory)가 시컨트 함수의 적분식을 계산.
- 1670년 - 아이작 뉴턴이 {\displaystyle \sin x} 와 {\displaystyle \cos x} 의 멱급수 확장을 재발견. (원래 마드하바가 최초로 발견.)
- 1670년 - 아이작 배로우(Isaac Barrow)가 Lectiones Geometricae을 출간.
- 1671년 - 제임스 그레고리(James Gregory)가 {\displaystyle \arctan x} 와 {\displaystyle \pi /4}의 멱급수 확장을 재발견. (원래 마드하바가 최초로 발견)
- 1672년 - 르네 프랑수아 드 슬루스(René-François de Sluse)가 <모든 기하학적 곡선에 접선을 그리는 방법>을 출간.
- 1673 - 고트프리트 라이프니츠(Gottfried Leibniz)가 자신의 방식으로 미적분을 고안.
- 1675년 - 아이작 뉴턴이 함수의 근을 계산하는 뉴턴의 방법을 발명.
- 1675년 - 라이프니츠가 처음으로 적분의 현대적 표기법을 사용.
- 1677년 - 라이프니츠는 두 함수의 곱과 몫, 합성함수의 미분법을 발견. (각각 곱 규칙 product rule, 몫 규칙 quotient rule, 연쇄 법칙 chain rule이다.)
- 1683년 - 야콥 베르누이가 자연로그의 밑 e를 발견.
- 1684 - 라이프니츠는 미적분학에 관한 첫 번째 논문을 발표.
- 1686년 - 적분의 현대적 표기인 {\displaystyle \int }이 최초로 인쇄물에 등장.
- 1687년 - 아이작 뉴턴이 자연 철학의 수학적 원리 Principia Mathematica를 출간.
- 1691년 - 미셸 롤(Michel Rolle)이 최초로 롤의 정리에 대한 증명을 제시.
- 1691 - 라이프니츠가 상미분 방정식의 변수분리법을 발견.
- 1694년 - 요한 베르누이가 로피탈의 법칙을 발견.
- 1696 - 기욤 드 로피탈(Guillaume de L'Hôpital)이 최초의 미적분학 교과서인 Analyze des Infiniment Petits 를 출간.
- 1696년 - 야콥 베르누이(Jakob Bernoulli)와 요한 베르누이(Johann Bernoulli)가 변분법의 첫 번째 결과인 브라키스토크론 문제(최단시간 곡선)을 해결.

## 18 세기
- 1711년 - 아이작 뉴턴(Isaac Newton)이 무한급수의 해석에 대하여(De analyzesi per aequationes numero terminorum infinitas)을 출간.
- 1712 - 브룩 테일러(Brook Taylor)가 테일러 급수를 고안.
- 1722 - 로저 코츠(Roger Cotes)가 그의 <Harmonia Mensurarum>에서 사인함수의 도함수를 계산.
- 1730년 - 제임스 스털링(James Stirling) 미분법(The Differential Method)을 출간.
- 1734 - 조지 버클리가 The Analyst를 출간.
- 1734년 - 레온하르트 오일러(Leonhard Euler)가 1차 상미분 방정식을 풀기 위한 적분 인자 기법을 소개.
- 1735년 - 레온하르트 오일러(Leonhard Euler)가 무한 급수를 π와 연관시켜 바젤 문제 해결.
- 1736년 - 뉴턴의 유속법(Method of Fluxions)이 그의 사후에 출간.
- 1737년 - 토마스 심슨(Thomas Simpson)이 유속에 관한 논문(Treatise of Fluxions)을 발표.
- 1739 - 레온하르트 오일러(Leonhard Euler)가 상수 계수를 사용하여 일반적인 동차 선형 상미분 방정식을 풀다.
- 1742년 - William Gardiner가 로그의 현대적 정의를 정립.
- 1742 - 콜린 매클로린(Collin Maclaurin)이 유속에 관한 논문(Treatise of Fluxions)을 발표.
- 1748 - 오일러가 Introductio in Analysin infinitorum 을 발표.
- 1748 - 마리아 아녜시(Maria Gaetana Agnesi)가 Instituzioni Analitiche ad Uso della Gioventu Italiana에서 해석학을 논함.
- 1762년 - 조제프 루이 라그랑주가 발산 정리 발견.
- 1797 - 라그랑주가 분석 이론(Théorie des fonctions analyzes)을 출간.

## 19 세기
- 1807년 - 조셉 푸리에(Joseph Fourier)가 푸리에 급수에 관한 발견을 발표.
- 1811 - 칼 프리드리히 가우스(Carl Friedrich Gauss)가 복소수 극한값을 갖는 적분의 의미에 대해 논의하고, 그러한 적분의 적분 경로에 대한 의존성을 간략하게 조사.
- 1815 - 시메옹 드니 푸아송(Siméon Denis Poisson)이 복소 평면의 경로를 따라 적분을 수행.
- 1817 - 베르나르트 볼차노(Bernard Bolzano)가 중간값 정리를 제시.
- 1822 - 오귀스탱 루이 코시(Augustin-Louis Cauchy)가 복소 평면 상에서 직사각형 경계의 경로에 대한 코시 적분 정리를 제시.
- 1825 - 오귀스탱 루이 코시 일반적인 적분 경로에 대한 Cauchy 적분 정리를 제시. 코시는 적분되는 함수가 연속 도함수를 가진다고 가정하고 복소해석학에 유수 이론을 도입하였다.
- 1825년 - 앙드레마리 앙페르(André-Marie Ampère)가 스토크스의 정리를 발견.
- 1828년 - 조지 그린이 그린의 정리를 소개.
- 1831 - 미하일 오스트로그라드스키가 라그랑주(Lagrange), 가우스(Gauss), 그린(Green)이 이전에 설명한 발산 정리(divergence theorem)를 재발견하고 최초로 증명.
- 1841 - 카를 바이어슈트라스가 로랑 확장 정리를 발견했지만 발표하지는 않음.
- 1843년 - 피에르 알퐁스 로랑이 로랑 확장 정리를 발견하고 발표.
- 1850 - Victor Alexandre Puiseux가 극점(poles)과 분기점(branch points)을 구별하고 필수 특이점 개념을 도입.
- 1850 - 조지 가브리엘 스토크스(George Gabriel Stokes)가 스토크스의 정리 재발견하고 증명.
- 1861 - 카를 바이어슈트라스가 엡실론 델타라는 표현을 사용하기 시작함.
- 1873 - 페르디난트 게오르크 프로베니우스가 정규 특이점을 사용하여 선형 미분 방정식의 급수 해를 찾는 방법을 제시.

## 20 세기
- 1908 - Josip Plemelj가 모노드로미가 주어진 미분 방정식의 존재에 관한 리만 문제를 해결하고 Sokhotsky - Plemelj 공식을 사용.
- 1966 - 아브라함 로빈슨(Abraham Robinson)이 비표준 해석학을 제시.
- 1985 - Louis de Branges de Bourcia가 Bieberbach 추측을 증명.

## 같이 보기
- 고대 그리스 수학자들의 연표
- 기하학 연표
- 수리논리학 연표
- 수학사 연표